# 森紗羅
森 紗羅（もり さら、1986年6月17日 - ）は、日本の元レースクイーン、元モデルで、女性アイドルグループ『JASPER〜ジャスパー〜』のメンバー。愛称は「さらにゃん」。
神奈川県出身。元プリッツコーポレーション所属（ジオプロモーションと業務提携）。

## 来歴
2012年2月15日、アップガレージ『ドリフトエンジェルス』に就任しレースクイーンデビュー。この年は立花サキ、柴原麻衣、日野礼香の3人が同月1日に決まっていたが、残りの1名の発表が遅れた結果となった。同年には植田早紀、春菜めぐみ、上條かすみと共にSUPER GT『SUBARU BRZ GALS “BREEZE”』も務めていた。
2013年にはSUPER GTで『LEXUS PETRONAS TEAM TOM'S “ラベルアートレースクイーン”』を務める一方、スーパー耐久では西村いちかと共に『OTG Motor Sports “TWSプリンセス”』を務めた。
2014年はTWSプリンセスの一員として、SUPER GTのLM corsa、D1グランプリのOTG Motor Sportsの2カテゴリーに参加した。
2015年、鴻上聖奈、佐藤彩奈、水村リア、石黒エレナと共に5人組ガールズユニット『JASPER〜ジャスパー〜』を結成し歌手活動を行う。同年のSUPER GTでは、高家望愛、藤井みのりと共に『VivaC team TSUCHIYA “vivacious Girls”』を務めた。
2017年のレッドブル・エアレース・ワールドシリーズ千葉大会では、エアレースクイーンとして「ピーター・ポドランセック（No.37 ピーターポドランセック レーシング）」のチームガールを務めたが、エアレースクイーン大賞受賞はならなかった。
現在は芸能界を引退、一般企業に勤めており、2019年6月16日、自身のツイッターで2018年12月頃に一般人と結婚したことを明かした。

## 人物
- 姉が1人いる[10]。
- 趣味は料理、コスプレ、ペットと遊ぶこと。
- ドリエンに入るまではダンスが苦手だったらしく[11]、JASPERのライブでTM NETWORKの『Get Wild』をカヴァーした際は「史上最強に難しかった」という[12]

## 出演

### イベント
- 東京オートサロンinシンガポール「J-girls」（2013年4月）
- 大阪モーターショー「OTG Motor Sports TWSブース」（2013年12月）
- 東京オートサロン
  - 「TWSブース」（2014年1月）
  - 「OTG Motor Sportsブース」（2015年1月）
  - 「フォルクスワーゲンブース」（2017年1月） - 共演：小林沙弥香、古城優奈[13]
- 大阪オートメッセ「OTG Motor Sportsブース」（2014年2月、2015年2月）
- 東京ゲームショウ「カプコンブース」（2014年9月）[14]
- レッドブル・エアレース・ワールドシリーズ
  - 2017年千葉大会（2017年6月3日 - 4日、幕張海浜公園）

エアレースクイーンとして「ピーター・ポドランセック（No.37 ピーターポドランセック レーシング）」のチームガールを務める[15][8]。[16]

### その他
- Wolfenstein: The New Order公式サポーターチーム「ウルフェンシュタインガールズ」（2014年3月）
他メンバー：愛内ゆかり、朝日のあ、石田凉、要さえこ、黒須さおり、森江朋美、矢野目美有[17]
- でちゃう!ガールズ[18]